# Hana Horáková
Hana Horáková, rozená Machová (* 11. září 1979 Bruntál) je bývalá česká basketbalová reprezentantka, mistryně Evropy z roku 2005 a vicemistryně světa z roku 2010. Na tomto mistrovství světa se stala nejužitečnější hráčkou turnaje. V roce 2021 byla uvedena do Síně slávy Mezinárodní basketbalové federace.

## Život
V dětství hrála za TJ Slavoj Bruntál. V patnácti letech odešla na střední školu do Prahy, kde začala od roku 1999 nastupovat s USK Praha.
Hrála na postu rozehrávačky nebo na křídle. Její předností byla rychlost, díky níž mívá na svém kontě vysoký počet vybojovaných míčů. V této disciplíně kralovala i na MS 2006 v Brazílii. Z klubu USK Praha přestoupila do Brna. V roce 2010 přišla do klubu Fenerbahçe SK Istanbul, o rok později přestoupila do ruského Jekatěrinburgu, z něhož také hostovala v Košicích. V září 2012 se vrátila zpět do Brna. V létě roku 2013 ukončila svoji sportovní kariéru. V roce 2021 byl uvedena do síně Síně slávy mezinárodní federace FIBA.
Vystudovala Fakultu sportovní studií (obor Učitelství tělesné výchovy) a zároveň Pedagogickou fakultu Masarykovy univerzity (Speciální pedagogika se zaměřením na logopedii a surdopedii).
S manželem Markem Horákem má syna Matěje.

## Úspěchy
- 1. místo ME 2005 a členka All Stars
- 1. místo Euroliga 2006
- 2. místo ME 2003
- 2. místo Euroliga 2005
- 2. místo Euroliga 2008
- 2. místo MS 2010, nejužitečnější hráčka šampionátu a členka All Stars
- 3. místo Euroliga 2003
- 4. místo Euroliga 2004
- 5. místo OH 2004
- 5. místo ME 2007
- 7. místo MS 2006
- 7. místo OH 2008
- 7. místo OH 2012
- mistr ČR 2000–2008

## Ocenění
- 4. nejlepší basketbalistka Evropy 2003
- nejlepší basketbalistka ČR 2003
- nejlepší basketbalistka ČR 2004
- nejlepší „Leader in Steals“ MS 2006 Brazílie
- nejužitečnější hráčka MS 2010 Česká republika
- Nejlepší basketbalistka Evropy za rok 2010